# Lak
Pour les articles homonymes, voir Lak.
Le lak (лакку маз, lakku maz ; en russe лакский язык) est la langue du peuple lak installé dans le sud de la république autonome du Daghestan, qui appartient à la fédération de Russie. Il y constitue l'une des six langues littéraires recensées. Le lak, parlé par environ 150 000 personnes, appartient au groupe des langues nakho-daghestaniennes des langues du Nord-Caucase, et est proche du darguine. Il était autrefois également appelé Гьази-Кьумукь (Ghazi-Qumuq), Кази-Кумук (Kazi-Koumouk) ou Каси-Кумук (Kassi-Koumouk).
Jusqu'à 1928, l'alphabet arabe était utilisé pour transcrire le lak. L'alphabet latin fut ensuite en usage pendant dix ans, avant de céder la place en 1938 à l'alphabet cyrillique.
Au cours des siècles, le lak a adopté un grand nombre de mots d'emprunt en provenance du turc, du persan et du russe.
Parmi les écrivains ayant utilisé le lak, on peut citer Garoun Saïdov (1891-1919), Youssoup Khappalaïev (1916), Mougoutine Charinov (1893-1937), etc.
De nos jours, il existe un journal en lak et une station de radio émettant dans cette langue.

## Dialectes
On distingue une dizaine de dialectes, proches les uns des autres, que l'on répartit en deux groupes :
Le groupe occidental
- lak (littéraire)
- shali
- vitskhi (divisé en parler nord et sud)
- kumukh
- ashtikulin
- arakul
- bartkhin
- shadni (bilingues en dargwa-Muiri)

Le groupe oriental
- vikhlin
- kayalin-mashikhin
- c’uwk’ul

## Phonologie
Consonnes :
- labiales : б (b) - пІ (ṗ) - п (p) - пп (pp) - в (v) - м (m)
- dentales : д (d) - тІ (ṭ) - т (t) - тт (tt) - цІ (.c) - ц (c) - цц (c:) - з (z) - с (s) - сс (s:) - н (n) - л (l)
- alvéolaires: чІ (č̣) - ч (č) - чч (č:) - ж (ž) - ш (š) - щ (š:) - р (r)
- vélaires : г (g) - кІ (ḳ) - к (k) - кк(kk) - хь (x) - хьхь (x) - й (j)
- uvulaires : кь (q̇) - хъ (q) - къ (q:) - гъ (ʕ) - x (χ) - xx (χχ)
- pharinguales : гІ (ʕ) - хІ (ɦ)
- laringuales : ъ (ʾ) - гь (h)

Voyelles :
- и (i) - у (u) - э (e) - оь (ö) - аь (ä) - a (a)

## Grammaire
Le lak est une langue ergative.
Le lak distingue deux nombres : le singulier et le pluriel.
Le lak est réputé pour être l'une des langues possédant le plus de cas au monde, juste après le tabassaran (autre langue caucasienne). Toutefois, la liste de ces cas varie selon les linguistes, qui en recensent entre 40 et 50 environ. Les principaux cas sont les suivants:
- absolutif
- génitif-ergatif
- datif
- ablatif général
- comitatif
- instrumental-causal
- comparatif
- possessif-adessif
- allatif général
- circumessif
- locatifs essif et latif, qui se ramifient pour traduire diverses notions sémantiques : précision # approximation, origine # direction, position relative (dans, sur, derrière, sous, à, à emphatique).

Le lak connaît quatre classes nominales :
- Classe I : êtres humains masculins
- Classe II : êtres humains féminins (de nos jours : surtout pour les femmes d'un certain âge)
- Classe III : classe transversale, incluant des référents considérés comme positifs ou pertinents dans le cadre de la société lak (de nos jours, inclut les enfants et les femmes jeunes)
- Classe IV : classe transversale, référents considérés comme moins positifs ou pertinents dans ce cadre

Le système des temps est essentiellement tripartite (passé, présent, futur).
Le lak marque des aspects (duratif, progressif, inchoatif...) et des modes : impératif, conditionnel, potentiel, optatif... Il existe une opposition de modalité entre l'assumé et l'inférentiel / dubitatif.